# L'Autonomie
L'Autonomie est une alliance électorale italienne qui s'est formée pour les élections européennes de juin 2009 afin de pouvoir dépasser si possible le seuil d'exclusion de 4 % voté par le Parlement italien le 20 février 2009.
Elle comprend les quatre partis suivants :
- la Droite (de Francesco Storace)
- le Parti des retraités (Carlo Fatuzzo, député européen)
- le Mouvement pour les autonomies (de Raffaele Lombardo)
- et l'Alliance de centre (de Francesco Pionati, un ex-UDC)

Cette alliance compte 9 députés, 2 sénateurs et 2 députés européens (en mai 2009). Malgré un bon score dans l'Italie insulaire (305 106 voix et 12,35 %, 3e parti), le Pôle n'obtient pas les 4 % nécessaires à obtenir des députés au Parlement européen (total national 681 981 voix, 2,22 %).
Un moment, le Mouvement social - Flamme tricolore a souhaité faire partie de cette alliance et a ensuite renoncé pour se présenter seule.
Le « 3e pôle de Centre - Démocratie chrétienne » d'Angelo Sandri a décidé de s'allier avec le MpA.